# Hiéroglyphe égyptien S10
Le Seshed, en hiéroglyphes égyptiens, est classifié dans la section S « Couronnes, vêtements, sceptres, etc. » de la liste de Gardiner ; il y est noté S10.

## Représentation
Il représente un bandeau Seshed. Il est translittéré mḏḥ.

## Utilisation
| S10 | / | m | D · H | S10 |

| S10 | / | m | D · H | S10 |

| T7 | A1 | / | S10 | / | S10 | H |

| T7 | A1 | / | S10 | / | S10 | H |

charpentier de marine, menuisier ».
| w | wAH | S10 · S10 · S10 |

| w | wAH | S10 · S10 · S10 |